# گازانیا

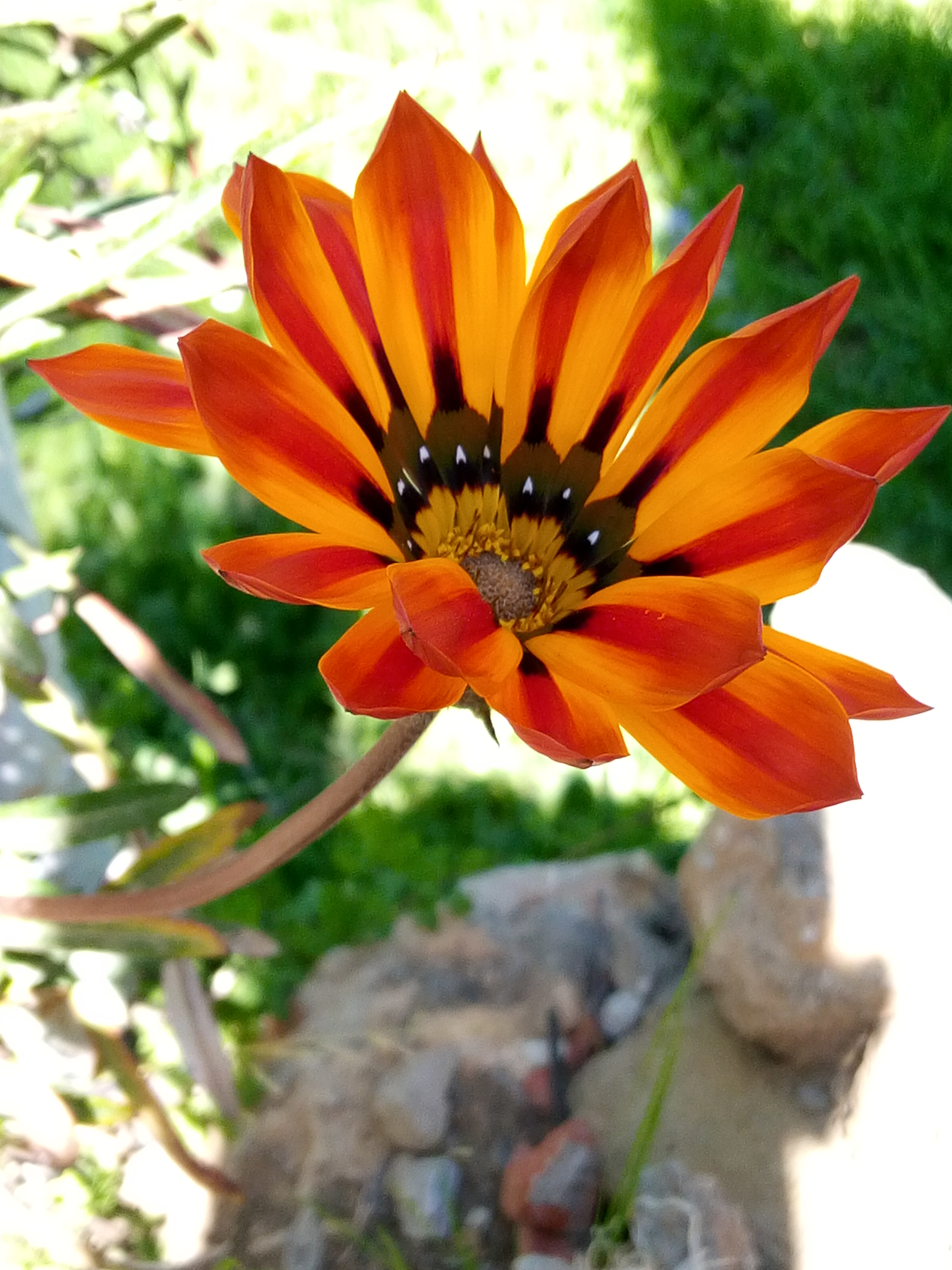
گازانیا

گازانیا (نام علمی: Gazania) نام یک سرده از تیره کاسنیان است.